# 꿀뜨개

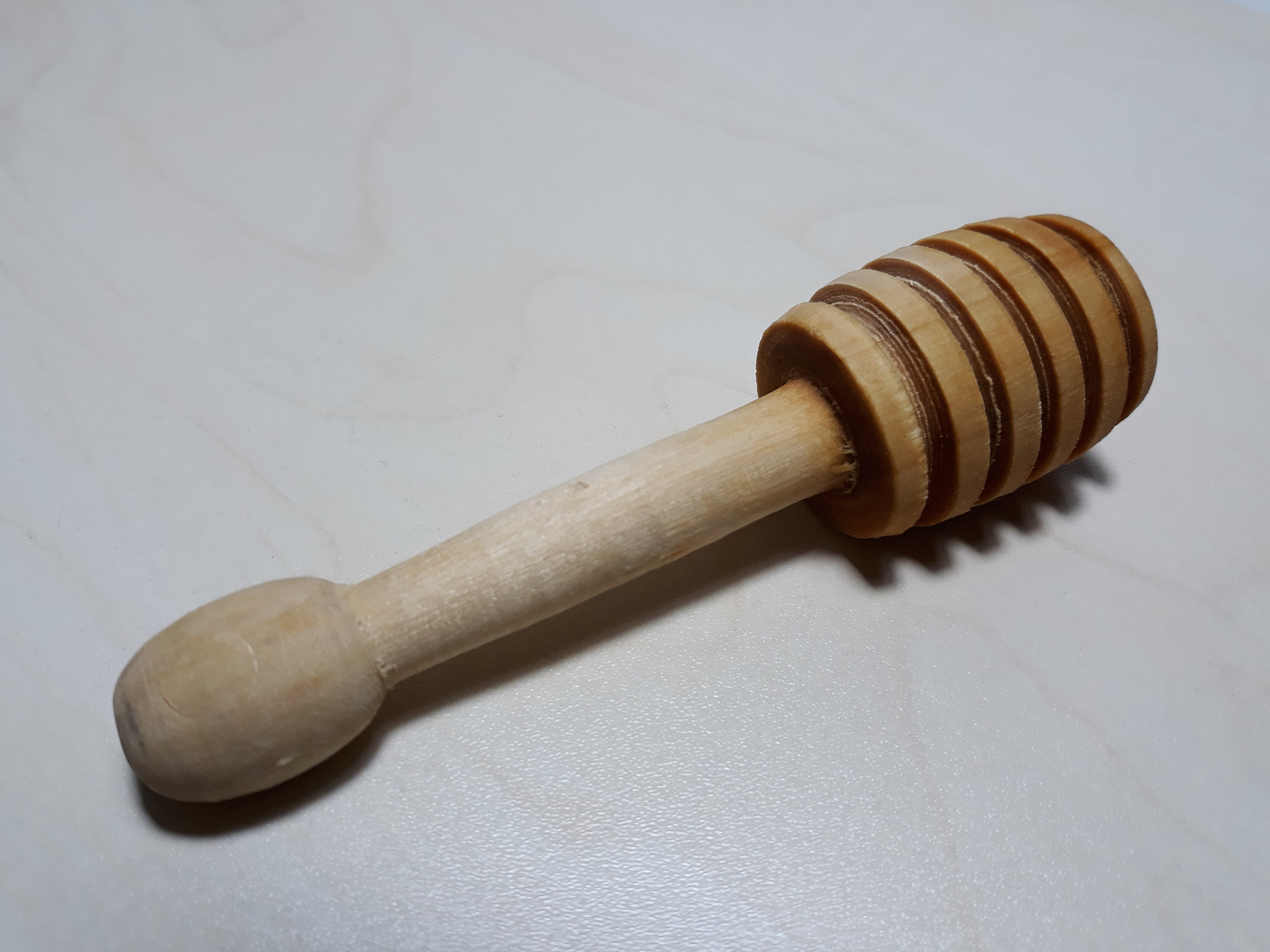
나무 꿀뜨개

꿀뜨개 또는 허니 디퍼(영어: Honey dipper)는 꿀 같은 점성이 있는 액체를 용기에서 채취하여 다른 위치에 흘리는 위한 식기이다. 일반적으로는 꿀을 옮기는 데 사용된다. 합성수지나 유리로 만들어진 허니 디퍼도 존재하지만, 목재를 가공하여 만들어지는 경우가 많다.